# Halopteris sulcata
Halopteris sulcata är en nässeldjursart som först beskrevs av Jean-Baptiste Lamarck 1816.  Halopteris sulcata ingår i släktet Halopteris och familjen Halopterididae. Inga underarter finns listade i Catalogue of Life.